# Sphoeroides spengleri
Sphoeroides spengleri är en fiskart som först beskrevs av Marcus Élieser Bloch 1785.  Sphoeroides spengleri ingår i släktet Sphoeroides och familjen blåsfiskar. Inga underarter finns listade i Catalogue of Life.